# 青怡大廈
青怡大廈（葡萄牙語：Edifício Cheng I）是澳門房屋局轄下的一個經濟房屋項目，位於澳門半島青洲坊第三地段，前身為青洲坊木屋區一部分。2011年1月2日，青洲坊地段之補償及清拆工作限期屆滿，在同年1月3日啟動收回相關地段程序；在清遷行動前部分木屋區住戶開始陸續清拆和遷移。2011年7月下旬，建造工程進行開標，並於同年9月30日舉行動工儀式。2012年11月5日，特區政府公報中刊登第299/2012號行政長官批示，正式命名為現名，並進行相關預配工作。建造工程原定於2014年落成，但由於各種工程原因或因素關係，延至2016年初完成，同年7月安排家團入伙。

## 歷史

### 招標及興建
2012年2月1日，位於原青洲坊木屋區內的福德祠部分位置伸入工程地盤的地界內，除影響部分樁基礎及地庫支護連續牆的施工外，亦對青洲坊居民日常參拜構成影響。為此，建設發展辦公室已委托工程公司於該項目附近興建一座臨時福德祠，施工期為30天。
2012年11月5日，特區政府公報中刊登第299/2012號行政長官批示，有關地段建築工程正式命名為現名，其中公佈共650個兩房及三房單位的售價及補貼比率。房屋局於同年11月6日起向獲甄選家團寄出揀樓通知信，並分批安排於11月20日起參觀位於青洲社屋之示範單位；11月27日起則按序安排家團代表往房屋局選購單位。
2012年11月27日，首批青怡大廈獲甄選家團往房屋局揀選經濟房屋單位，首批60個獲甄選選擇三房經濟房屋單位之家團中，有55個家團報到，已揀選52個經濟房屋單位，其中51個家團揀選青怡大廈，1個家團揀選青葱大廈。
2013年1月31日，該項目所有單位完成配售工作。

### 竣工及入伙
2016年2月1日，建設發展辦公室主任周惠民在澳門立法會上表示，該經屋建造工程已於2016年初完工，待發出入伙紙後，便會交由房屋局後續跟進。他承認當初低估了青怡大廈的建築工期，興建期間周邊大廈有出現傾斜，需要監控和加固。未來會吸收經驗，在建設時更多考慮周邊建築及地質勘探。
2016年7月18日，房屋局分批安排預約買受人 (準業主) 辦理上樓手續，包括繳付樓款、領取單位鎖匙、辦理管理合約及繳付相關費用等。房屋局樓宇管理事務處處長蘇喜添表示，若辦妥上樓手續，又不裝修的準業主，只要安裝了水、電錶，便可遷入居住。其中650個單位已供萬九公屋隊伍的合資格家團預配，其餘120個單位作為多戶型經屋申請，待合資格家團選購。另外，有14個原已揀樓的準業主，由於不同情況而不具條件上樓。
2016年10月2日，房屋局已完成青怡大廈經濟房屋家團的上樓工作，截至同年9月28日合資格的家團辦理上樓手續，並即場派發單位鎖匙，有關家團已陸續遷入居住。
2017年8月16日，房屋局加緊跟進經濟房屋家團的做契工作，局方已提前發函通知634個青怡大廈預約買受人提交做契所需文件，並跟進審查工作。隨著物業登記局完成青怡大廈分層所有權設定的確定性登錄，房屋局向青怡大廈經濟房屋首批200個合資格家團簽發買賣公證書（俗稱做契）之許可書，並正按序委託私人公證員跟進做契工作，同時加緊審查其餘個案的做契資格。

## 樓層分佈
青怡大廈位於鄰近青洲大馬路之土地，由兩座樓高34層樓宇組成（包括地面層RC），合共提供770個經濟房屋單位，分別是一房一廳（T1）單位有120個，兩房一廳（T2）單位有524個，三房一廳（T3）單位有126個。 地面層設有住宅、公眾停車場出入口，以及社會設施及商業單位；地庫1層至3層為公眾停車場，1樓及2樓為社會設施，3樓為住宅部分的平台花園，4樓以上為住宅。 住宅大樓分為兩座，第I座4樓至25樓每層有16個單位，26樓至29樓每層有14個單位，30樓至33樓每層有12個單位，總數提供456個單位；第II座4樓至25樓每層有11個單位，26樓至33樓每層有9個單位，總數提供314個單位。

## 附屬設施
地面層、1樓及2樓的青洲坊衛生中心，3樓平台花園主要設置綠化和活動設施分為室外和半室外區。公眾停車場出入口位於青洲大馬路，提供逾500個輕型汽車及電單車泊車位。

### 政府設施
- 教育及青年發展局家國情懷館 （页面存档备份，存于）

### 社會服務設施
- 澳門工會聯合總會青怡職工服務站

### 公共停車場
2016年7月4日，位於地庫一層至三層的公共停車場啟用，提供569個公共泊車位，包括283個輕型汽車泊車位及286個輕重型摩托車泊車位。

### 衛生中心
- 青洲衛生中心

2018年7月31日，位於大廈地面層至二層的青洲衛生中心正式運作並提供服務，並於同日上午舉行揭幕儀式。

## 事故及爭議事件

### 2012年5月11日地盤工業意外
2012年5月11日，第三地段公屋工程工地內發生履帶吊車翻側引致吊臂伸出地盤意外，對其區內的嘉應花園部分單位和居民出行造成影響，建設發展辦公室將嚴厲責成有關工程承建商務必對受影響住戶進行修繕跟進，下令工地立即停工，並為翻側的履帶車及吊臂進行穩固及搬移工作，事故當中沒人受傷。
2012年5月24日，受日前青洲坊公共房屋第3地段工地意外影響的嘉應花園第二座五個單位，已有四戶完成修復工作並得戶主確認接收。至於另一單位業主已與承建商亦已就補償及修復方案達成共識，短期內亦會進行修繕工作。而有關地盤日前已完成停工整頓，正式復工。

### 2013年10月8日罕見工業意外
2013年10月8日，一名泥頭車司機站於車旁等候裝卸泥頭時，一條三米長的鋼管自泥頭車貨斗墮下擊中男司機頭部。男傷者送院搶救証實死亡。事故發生後，政府要求建築單位停工整頓，並要求引致的工程延誤及損失，承建商須負全部責任。事發在當天下午2時許，當時地盤內地庫正進行泥土挖掘工程，一部挖泥機抓斗將地庫的污泥連同一條長約三米的鋼管運至地盤近出口，將污泥和鋼管卸落一部停泊於現場的泥頭車車斗上時，鋼管突然從泥頭車車斗上滑落，擊中當時站在車旁的61歲男性泥頭車司機頭部，現場工人馬上報警，消防救護員到場時傷者意識模糊，救護員立即將之送院搶救，送院途中傷者停止呼吸和心跳，經山頂醫院搶救後證實不治。建設辦及勞工局事後據報到場了解，初步調查結果顯示懷疑涉及挖掘工序安全意識不足，以及工人不安全操作起重機械等因素。

### 工程未能如期完成
2012年12月2日，行政長官崔世安對於“萬九公屋”包括青怡大廈仍進行樁基礎施工，他表示仍正在進行，知道大家亦很關心，相信運輸工務司司長劉仕堯會在未來一兩天到澳門立法會詳細解釋有關進度，但現非談誰該負責的問題之時間。
2014年6月3日，對於“萬九公屋”項目包括青怡大廈未能如期建成，房屋局解釋是涉及重整地基和限制噪音等情況，其中青怡大廈旁邊建築物較老舊，需要謹慎重整地基。

### 颱風天鴿
2017年8月23日，超強颱風天鴿正面吹襲澳門，其中所帶來的風暴潮帶來嚴重破壞，青怡大廈地庫一至地庫三層公共停車場亦受影響。8月24日近凌晨0時，消防接報懷疑青洲青怡大廈停車場有人因水浸被困，海關及消防已立即派員前往搜索。
2017年8月28日傍晚，消防及海關完成相關搜索，並未有發現任何被困人士。
2017年9月7日至9月13日，因應地庫停車場已完成基本清理工作，交通事務局派員於該停車場協助車主辦理註銷車輛的簡便手續。
2017年10月6日，交通事務局爭取於同年年底重開。
2017年12月18日，地庫一層及地庫二層已完成設備維修，具備條件開放使用，而地庫三層仍修復中。
2018年7月2日，地庫三層經維修後恢復對外開放。

## 鄰近建築及地點
- 青洲坊大廈
- 青洲坊總站
- 澳門逸園賽狗場

## 外部連結
公共建設局─青洲坊公共房屋第3地段建造工程 （页面存档备份，存于）